# Coppa di Germania 2001-2002 (hockey su pista)
La Coppa di Germania 2001-2002 è stata la 16ª edizione della principale coppa nazionale tedesca di hockey su pista. Il torneo ha avuto inizio il 30 marzo e si è concluso il 24 giugno 2002. Il trofeo è stato conquistato dal Cronenberg per la sesta volta nella sua storia.

## Risultati

### Primo turno
| Squadra 1     | Risultato | Squadra 2          |
| ------------- | --------- | ------------------ |
| 30 marzo 2002 |           |                    |
| Darmstadt     | 7 - 6     | Germania Herringen |
| Friesen 1884  | 1 - 2     | Krefeld            |
| Remscheid     | 3 - 0     | Konstanzer REC     |
| Weil          | 8 - 2     | Walsum             |

### Quarti di finale
| Squadra 1       | Risultato | Squadra 2 |
| --------------- | --------- | --------- |
| 6 aprile 2002   |           |           |
| Allstedt        | 2 - 3     | Krefeld   |
| Düsseldorf Nord | 0 - 2     | Darmstadt |
| Weil            | 5 - 1     | Remscheid |

### Semifinali
| Squadra 1      | Risultato | Squadra 2  |
| -------------- | --------- | ---------- |
| 16 giugno 2002 |           |            |
| Krefeld        | 1 - 5     | Cronenberg |
| Weil           | 3 - 0     | Darmstadt  |

### Finale
| Wuppertal 23 giugno 2002 Gara di andata | Cronenberg | 5 – 1 | Weil | Alfred-Henckels-Halle |

| Weil am Rhein 24 giugno 2002 Gara di andata | Weil | 3 – 4 | Cronenberg | Rollsporthalle im Nonnenholz |

## Campioni
| Vincitore Coppa di Germania 2001-2002 |
| ------------------------------------- |
| Cronenberg 6º titolo                  |